# Ирмис
Ирмис (устар. Ирмеза) — река в России, протекает по Ильинскому району Ивановской области. Устье реки находится по левому берегу реки Сахта.
Исток — болотистая местность западнее села Алексеевского.
Вдоль русла реки расположены населённые пункты (от устья к истоку): села Пенья, Алексеевское, Фрольцево.
Система водного объекта: Сахта → Ухтома → Нерль → Клязьма → Ока → Волга → Каспийское море.